# Bürgerturm (Gotha)
Der Bürgerturm auf dem Galberg bei Gotha ist ein im Jahre 2009 errichteter Aussichtsturm mit weitem Blick in das Thüringer Land. Er wurde in Nachfolge des 1972 beseitigten Arnoldi-Turms gebaut.

## Der heutige Turm

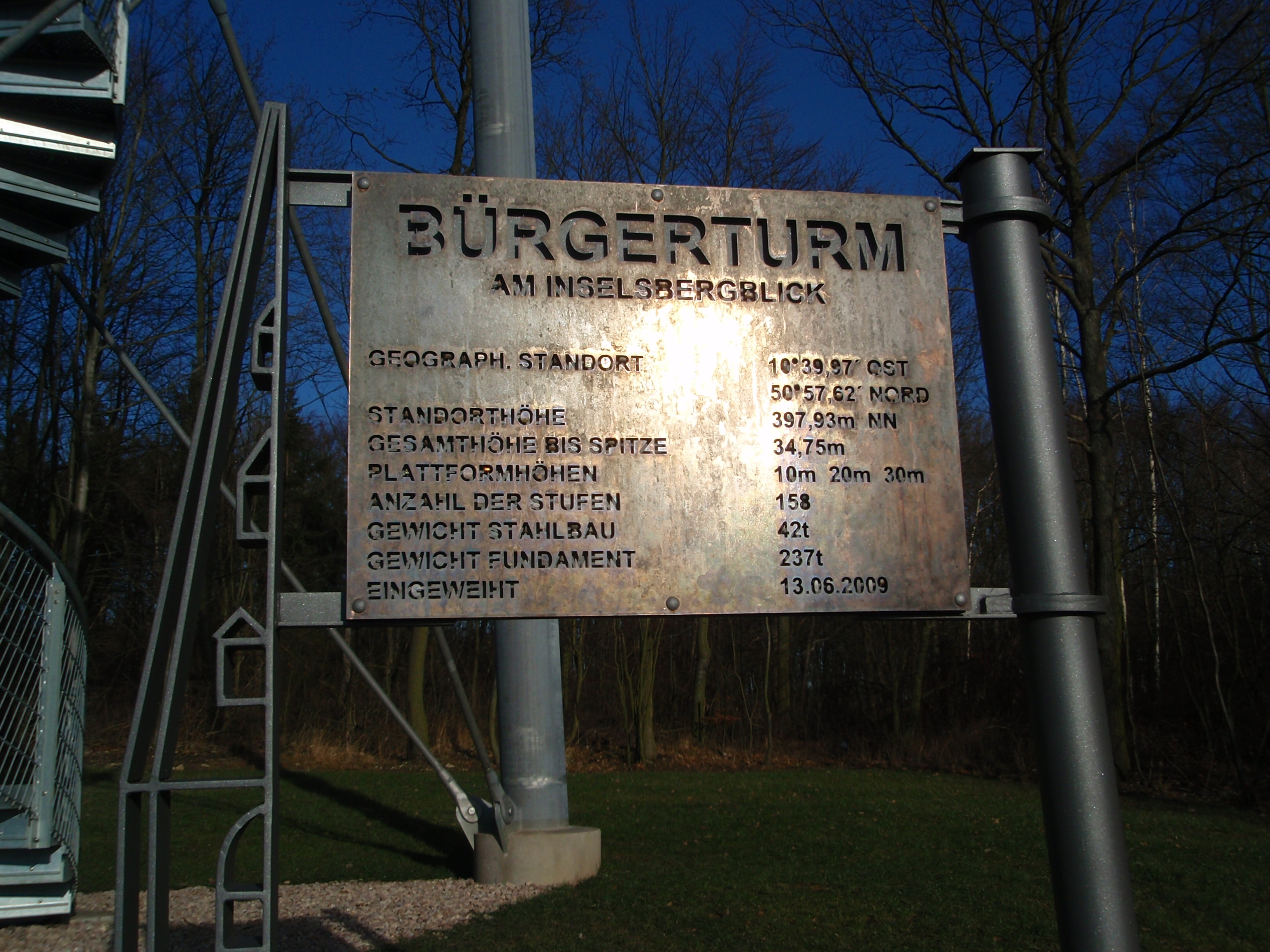
Bürgerturm: Technische Daten

1998 gründete sich ein Bürgerturm-Verein Gotha e.V. Er sah sich in der Nachfolge des Gothaer Verschönerungsvereins, der von 1872 bis 1945 existierte. Das Hauptanliegen des neuen Vereins war die Wiedererrichtung eines Aussichtsturms auf dem Galberg nordwestlich von Gotha. Der Verein, hinter dem eine Bürgschaft der Kreissparkasse Gotha stand, sammelte erfolgreich Spenden ein. Am 18. September 2008 wurde der Grundstein für den Turm am Inselsbergblick auf einer Höhe von 398 m ü. NN gelegt, am 18. April 2009 Richtfest gefeiert und am 13. Juni 2009 konnte die Einweihung des Bauwerks stattfinden. Der Turm ist eine 34,75 m hohe, von drei Stahlsäulen getragene, elegante Konstruktion mit drei Plattformen in 10, 20 und 30 m Höhe. Das Gewicht des Fundaments beträgt 237 Tonnen, das des Turms 42 Tonnen. Die 158 Stufen der Wendeltreppe tragen die Namen ihrer Spender. Die Baukosten betrugen circa 300.000 Euro. Der Turm ist, abgesehen von sehr schlechten Witterungsbedingungen, frei zugänglich. Die Aussicht umfasst nicht nur die nähere Umgebung, sondern reicht bei günstigem Wetter im Norden über das Thüringer Becken bis zum Brocken, im Osten zum Ettersberg und Riechheimer Berg, im Süden bis zum Kamm des Thüringer Waldes.
Man erreicht den Turm von der Innenstadt Gothas her über die Sternwarte und das Restaurant Berggarten in Richtung Krahnberg.

## Vorgeschichte
Ernst Friedrich Arnoldi – der Vater von Ernst Wilhelm Arnoldi – ließ ab Ende des 18. Jahrhunderts den damals kahlen Galberg (Galgenberg), der den südöstlichen Ausläufer des Krahnbergs darstellt, als Berggarten aufforsten. Die Witwe Sabine Elisabeth Arnoldi ließ 1829/30 den 25 m hohen, architektonisch sehr ansprechenden Arnoldi-Turm auf dem Berg erbauen. 1872 vermachte die Familie Arnoldi als Stiftung der Stadt Gotha für Naherholungszwecke einen Teil des Berggartens mit dem Turm und der Auflage, sich künftig um den Erhalt zu kümmern. Ab 1945 verfiel der Turm und wurde 1972 – in einem sowjetischen Sperrgebiet gelegen – ganz abgetragen.

## Denkmäler auf dem Galberg
- Der Arnoldi-Gedenkstein, ein kleiner Obelisk in der Nähe des früheren Turmes, bezieht sich auf Ernst Friedrich Arnoldi.
- Ein Arnoldi-Familien-Gedenkstein wurde zur Erinnerung an die Übereignung des Geländes samt Turm durch die Familie Arnoldi an die Stadt Gotha 1872 errichtet.
- Ein Gedenkstein in Form eines Kalksteinpfeilers trägt die Inschrift „Standort Arnolditurm 1830–1972. Bürgerturmverein e.V.“. Er wurde im Jahre 2003 anlässlich des 225. Geburtstages von Ernst Wilhelm Arnoldi eingeweiht.

Um die Wiedererrichtung der beiden erstgenannten Denkmäler hat sich ebenfalls der Bürgerturmverein verdient gemacht.